# Freising
Freising er en by i den tyske delstat Bayern i det sydlige Tyskland. Den ligger i landkredsen af samme navn, og er landkredsens administrative hovedby.
Byen blev i tidlig middelalder hertug- og bispedømme (fra 738), og fik som hovedstad i fyrstebispedømmet Freising stor betydning. Fra 1400-tallet mistede byen imidlertid sin betydning til München.
Freising ligger ved floden Isar 448 m.o.h. Byen har universitet og i byens middelalderbykerne ligger den romanske domkirke (Der Dom St. Maria und St. Korbinian). Fra 811 til 1803 lå der et benediktinerkloster på bjerget Weihenstephan, hvor verdens ældste endnu eksisterende bryggeri Bayerische Staatsbrauerei Weihenstephan (de) siden 1600-tallet har ligget.
Pave Benedikt XVI studerede i byen, var ærkebiskop af München og Freising fra 1977 til 1982 og førte både byens våben og landkredsens (historisk fystebispedømmets) våben i sit pavelige våben. Paven besøgte byen den 14. september 2006.
- Wikimedia Commons har flere filer relateret til Freising